# Ronde van Frankrijk 1992
De 79e editie van de Ronde van Frankrijk ging van start op 4 juli 1992 in San Sebastian en eindigde op 26 juli in Parijs. Er stonden 198 renners verdeeld over 22 ploegen aan de start. Deze Tour deed zeven verschillende landen aan, te weten: Spanje, Frankrijk, België, Nederland, Duitsland, Luxemburg en Italië.
Winnaar werd uiteindelijk Miguel Indurain die daarmee zijn tweede achtereenvolgende tourzege behaalde. Hij werd in Parijs op het podium vergezeld door Claudio Chiappucci (2e) en Gianni Bugno (3e). Beste Nederlander in het klassement was Erik Breukink met een zevende plaats.
- Aantal ritten: 22
- Totale afstand: 3983 km
- Gemiddelde snelheid: 39,504 km/h
- Aantal deelnemers: 198
- Aantal uitgevallen: 68

## Belgische & Nederlandse prestaties
In totaal namen er 23 Belgen en 17 Nederlanders deel aan de Tour van 1992. Eddy Bouwmans won het Jongerenklassement. Erik Breukink was met een zevende plaats de beste Nederlander in het algemeen klassement, verder eindigden ook Gert-Jan Theunisse, Eddy Bouwmans en Steven Rooks in de top 20. Jim Van De Laer was met een 30e plaats de beste Belg in het algemeen klassement.

### Belgische etappezeges
- Jan Nevens won de 8e etappe van Valkenburg naar Koblenz.
- Peter De Clercq won de 20e etappe van Blois naar Nanterre.

### Nederlandse etappezeges
- Rob Harmeling won de 3e etappe van Pau naar Bordeaux.
- Jean-Paul van Poppel won de 10e etappe van Luxemburg naar Straatsburg.
- De Nederlandse Panasonic equipe won de 4e etappe: de Ploegentijdrit bij Libourne.

## Etappe-overzicht
| datum   | etappe  | route                               | afstand  | winnaar              | gele trui        |
| ------- | ------- | ----------------------------------- | -------- | -------------------- | ---------------- |
| 4 juli  | Proloog | San Sebastian (ITT)                 | 5,4 km   | Miguel Indurain      | Miguel Indurain  |
| 5 juli  | 1       | San Sebastian - San Sebastian       | 194,5 km | Dominique Arnould    | Alex Zülle       |
| 6 juli  | 2       | San Sebastian - Pau                 | 255 km   | Javier Murguialday   | Richard Virenque |
| 7 juli  | 3       | Pau - Bordeaux                      | 218 km   | Rob Harmeling        | Pascal Lino      |
| 8 juli  | 4       | Libourne - Libourne (TTT)           | 63,5 km  | Panasonic            | Pascal Lino      |
| 9 juli  | 5       | Nogent-sur-Oise - Wasquehal         | 196 km   | Guido Bontempi       | Pascal Lino      |
| 10 juli | 6       | Roubaix - Brussel                   | 167 km   | Laurent Jalabert     | Pascal Lino      |
| 11 juli | 7       | Brussel - Valkenburg                | 196,5 km | Gilles Delion        | Pascal Lino      |
| 12 juli | 8       | Valkenburg - Koblenz                | 206,5 km | Jan Nevens           | Pascal Lino      |
| 13 juli | 9       | Luxemburg - Luxemburg (ITT)         | 65 km    | Miguel Indurain      | Pascal Lino      |
| 14 juli | 10      | Luxemburg - Straatsburg             | 217 km   | Jean-Paul van Poppel | Pascal Lino      |
| 15 juli | 11      | Straatsburg - Mulhouse              | 249,5 km | Laurent Fignon       | Pascal Lino      |
| 16 juli | Rustdag | Rustdag                             | Rustdag  | Rustdag              | Rustdag          |
| 17 juli | 12      | Dole - Saint-Gervais (Mont Blanc)   | 192 km   | Rolf Järmann         | Pascal Lino      |
| 18 juli | 13      | Saint-Gervais - Sestriere           | 254,5 km | Claudio Chiappucci   | Miguel Indurain  |
| 19 juli | 14      | Sestriere - l'Alpe d'Huez           | 186,5 km | Andy Hampsten        | Miguel Indurain  |
| 20 juli | 15      | Le Bourg-d'Oisans - Saint-Étienne   | 198 km   | Franco Chioccioli    | Miguel Indurain  |
| 21 juli | 16      | Saint-Étienne - La Bourboule        | 212 km   | Stephen Roche        | Miguel Indurain  |
| 22 juli | 17      | La Bourboule - Montluçon            | 189 km   | Jean-Claude Colotti  | Miguel Indurain  |
| 23 juli | 18      | Montluçon - Tours                   | 212 km   | Thierry Marie        | Miguel Indurain  |
| 24 juli | 19      | Tours - Blois (ITT)                 | 64 km    | Miguel Indurain      | Miguel Indurain  |
| 25 juli | 20      | Blois - Nanterre                    | 222 km   | Peter De Clercq      | Miguel Indurain  |
| 26 juli | 21      | Parijs: La Défense - Champs-Élysées | 141 km   | Olaf Ludwig          | Miguel Indurain  |

## Eindklassementen
| Eindklassement      | Eindklassement          | Eindklassement | Eindklassement |
| ------------------- | ----------------------- | -------------- | -------------- |
| Algemeen klassement | Miguel Indurain         | 100h 49' 30"   |                |
| Tweede              | Claudio Chiappucci      | + 4' 35"       |                |
| Derde               | Gianni Bugno            | + 10' 49"      |                |
| Vierde              | Andy Hampsten           | + 13' 40"      |                |
| Vijfde              | Pascal Lino             | + 14' 37"      |                |
| Zesde               | Pedro Delgado           | + 15' 16"      |                |
| Zevende             | Erik Breukink           | + 18' 51"      |                |
| Achtste             | Giancarlo Perini        | + 19' 16"      |                |
| Negende             | Stephen Roche           | + 20' 23"      |                |
| Tiende              | Jens Heppner            | + 25' 30"      |                |
| Rode Lantaarn       | Fernando Quevedo (130e) | + 4h 12' 11"   |                |
| Puntenklassement    | Laurent Jalabert        | 293 punten     |                |
| Tweede              | Johan Museeuw           | 262 punten     |                |
| Derde               | Claudio Chiappucci      | 202 punten     |                |
| Bergklassement      | Claudio Chiappucci      | 410 punten     |                |
| Tweede              | Richard Virenque        | 245 punten     |                |
| Derde               | Franco Chioccioli       | 209 punten     |                |
| Jongerenklassement  | Eddy Bouwmans           | 101h 18' 05"   |                |
| Tweede              | Richard Virenque        | + 17' 26"      |                |
| Derde               | Jim Van De Laer         | + 31' 54"      |                |
| Ploegenklassement   | Carrera                 | -              |                |
| Tweede              | Banesto                 | -              |                |
| Derde               | CLAS-Cajastur           | -              |                |

 winnaars gele trui · 
 puntenklassement · 
 bergklassement · 
 jongerenklassement · 
 tussensprintklassement · 
 combinatieklassement · 
 ploegenklassement · 
 strijdlust · 
rode lantaarn
records · meeste deelnames · ranglijst etappewinnaars · bekende beklimmingen · valpartijen · dopinggevallen · Grand Départ · Souvenir Henri Desgrange
1903 · 
1904 · 
1905 · 
1906 · 
1907 · 
1908 · 
1909 · 
1910 · 
1911 · 
1912 · 
1913 · 
1914 ·
1915 ·
1916 ·
1917 ·
1918 · 
1919 · 
1920 · 
1921 · 
1922 · 
1923 · 
1924 · 
1925 · 
1926 · 
1927 · 
1928 · 
1929 · 
1930 · 
1931 · 
1932 · 
1933 · 
1934 · 
1935 · 
1936 · 
1937 · 
1938 · 
1939 · 
1940 ·
1941 ·
1942 ·
1943 ·
1944 ·
1945 ·
1946 ·
1947 · 
1948 · 
1949 · 
1950 · 
1951 · 
1952 · 
1953 · 
1954 · 
1955 · 
1956 · 
1957 · 
1958 · 
1959 · 
1960 · 
1961 · 
1962 · 
1963 · 
1964 · 
1965 · 
1966 · 
1967 · 
1968 · 
1969 · 
1970 · 
1971 · 
1972 · 
1973 · 
1974 · 
1975 · 
1976 · 
1977 · 
1978 · 
1979 · 
1980 · 
1981 · 
1982 · 
1983 · 
1984 · 
1985 · 
1986 · 
1987 · 
1988 · 
1989 · 
1990 · 
1991 · 
1992 · 
1993 · 
1994 · 
1995 · 
1996 · 
1997 · 
1998 · 
1999 · 
2000 · 
2001 · 
2002 · 
2003 · 
2004 · 
2005 · 
2006 · 
2007 · 
2008 · 
2009 · 
2010 · 
2011 · 
2012 · 
2013 · 
2014 · 
2015 · 
2016 · 
2017 · 
2018 · 
2019 ·
2020 · 
2021 · 
2022 · 
2023 · 
2024 · 
2025